# Aichamühle (Offenhausen)
Aichamühle ist ein Gemeindeteil der Gemeinde Offenhausen im Landkreis Nürnberger Land (Mittelfranken, Bayern). Aichamühle liegt in der Gemarkung Offenhausen.

## Lage
Die Einöde liegt am Aichabach, der unmittelbar östlich als linker Zufluss in den Hammerbach mündet. Eine Anliegerstraße führt Kreisstraße LAU 5 (0,2 km nordöstlich).

## Geschichte
Mit dem Gemeindeedikt (frühes 19. Jahrhundert) wurde Aichamühle dem Steuerdistrikt Offenhausen und der Ruralgemeinde Offenhausen zugewiesen.